# Integración (Argentina)
Integración es una localidad argentina ubicada en el departamento General Manuel Belgrano de la Provincia de Misiones. Depende administrativamente del municipio de Comandante Andresito, de cuyo centro urbano dista unos 37 km. 
Se encuentra sobre el río San Antonio, en el límite con Brasil. Existe un paso fronterizo, que por medio de canoas vincula con el paraje de Linha Barra do Sangão, en el municipio de Planalto.
Cuenta con un puesto de salud.

## Vías de acceso
Su principal vía de acceso es la Ruta Provincial 24, que la vincula al oeste con la Ruta Nacional 101, y desde allí al norte con Andresito y al sur con San Antonio.